# Hans Peter L'orange (militär)

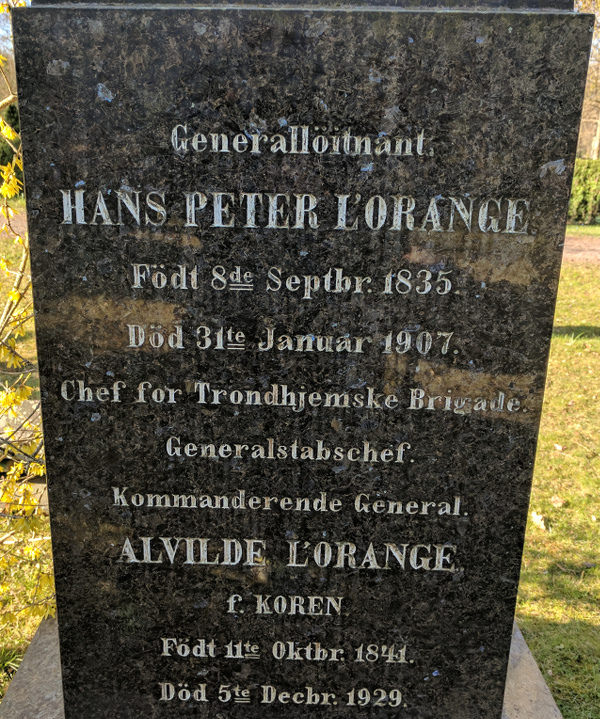
L'oranges gravvård på Vestre gravlund i Oslo.

Hans Peter L'orange, född den 18 september 1835, död 1907, var en norsk militär, farfar till konsthistorikern Hans Peter L'orange.
L'orange blev officer vid infanteriet 1856, överste 1891, generalmajor och chef för generalstaben 1894, generallöjtnant 1899 och erhöll avsked 1903. Han tjänstgjorde som major vid norska jägarkåren i Stockholm 1885-88, var från 1897 kommenderande general och från 1899 chef för arméstyrelsen.